# Rustburg
Rustburg är administrativ huvudort i Campbell County i Virginia. Orten har fått sitt namn för Jeremiah Rust som donerade mark för byn. Vid 2010 års folkräkning hade Rustburg 1 431 invånare.